# Scytodes quattuordecemmaculata clarior
Scytodes quattuordecemmaculata clarior is een spinnenondersoort in de taxonomische indeling van de lijmspuiters (Scytodidae).
Het dier behoort tot het geslacht Scytodes. De wetenschappelijke naam van de soort werd voor het eerst geldig gepubliceerd in 1907 door Embrik Strand.